# Irina Ramialison
Irina Ramialison (* 9. Juni 1991) ist eine französische Tennisspielerin.

## Karriere
Ramialison begann mit vier Jahren mit dem Tennisspielen, ihr bevorzugtes Terrain ist der Sandplatz. Sie spielt hauptsächlich auf Turnieren der ITF Women’s World Tennis Tour, bei der sie bislang 13 Titel im Einzel und vier im Doppel gewonnen hat.

## Turniersiege

### Einzel
| Nr. | Datum             | Turnier                   | Kategorie   | Belag             | Finalgegnerin       | Ergebnis       |
| --- | ----------------- | ------------------------- | ----------- | ----------------- | ------------------- | -------------- |
| 1.  | 11. Oktober 2009  | Les Franqueses del Vallès | ITF $10.000 | Hartplatz         | Cindy Chala         | 3:6, 6:4, 6:4  |
| 2.  | 24. Oktober 2009  | Pretoria                  | ITF $10.000 | Hartplatz         | Piia Suomalainen    | 7:5, 6:2       |
| 3.  | 23. Dezember 2012 | Antalya                   | ITF $10.000 | Sand              | Isabella Schinikowa | 6:1, 2:6, 6:0  |
| 4.  | 12. Januar 2014   | Fort-de-France            | ITF $10.000 | Hartplatz         | Shérazad Reix       | 6:4, 6:2       |
| 5.  | 25. Oktober 2014  | Phuket                    | ITF $15.000 | Hartplatz (Halle) | Xun Fangying        | 6:4, 5:7, 6:4  |
| 6.  | 1. November 2014  | Phuket                    | ITF $15.000 | Hartplatz (Halle) | Katie Boulter       | 6:3, 6:0       |
| 7.  | 7. März 2015      | Solarino                  | ITF $10.000 | Hartplatz         | Martina Caregaro    | 6:1, 6:76, 6:4 |
| 8.  | 16. Januar 2016   | Fort-de-France            | ITF $10.000 | Hartplatz         | Marie Bouzková      | 7:63, 6:2      |
| 9.  | 31. Januar 2016   | Saint Martin              | ITF $10.000 | Hartplatz         | Kelly Versteeg      | 6:1, 6:0       |
| 10. | 12. November 2017 | Iraklio                   | ITF $15.000 | Sand              | Ylena In-Albon      | 6:1, 6:4       |
| 11. | 20. Januar 2018   | Petit-Bourg               | ITF $15.000 | Hartplatz         | Leonie Küng         | 6:3, 7:5       |
| 12. | 13. Mai 2018      | Karlskrona                | ITF $15.000 | Sand              | Karen Barritza      | 5:7, 7:5, 6:0  |
| 13. | 17. Juni 2018     | Maribor                   | ITF $15.000 | Sand              | Wang Xinyu          | 6:2, 6:73, 7:5 |

### Doppel
| Nr. | Datum              | Turnier          | Kategorie   | Belag             | Partnerin           | Finalgegnerinnen                        | Ergebnis         |
| --- | ------------------ | ---------------- | ----------- | ----------------- | ------------------- | --------------------------------------- | ---------------- |
| 1.  | 30. Januar 2010    | Grenoble         | ITF $10.000 | Hartplatz (Halle) | Victoria Larrière   | Mallory Cecil Megan Moulton-Levy        | 6:3, 6:4         |
| 2.  | 5. August 2011     | Istanbul         | ITF $10.000 | Hartplatz         | Isabella Schinikowa | Khristina Katsimowa Christina Shakovets | 3:6, 6:1, [10:8] |
| 3.  | 27. September 2014 | Clermont-Ferrand | ITF $25.000 | Hartplatz (Halle) | Nina Zander         | Fanny Caramaro Victoria Muntean         | 6:1, 6:0         |
| 4.  | 23. Februar 2019   | Perth            | ITF $15.000 | Hartplatz         | Jennifer Elie       | Haine Ogata Aiko Yoshitomi              | 7:5, 6:4         |